# 73ns Premis Tony

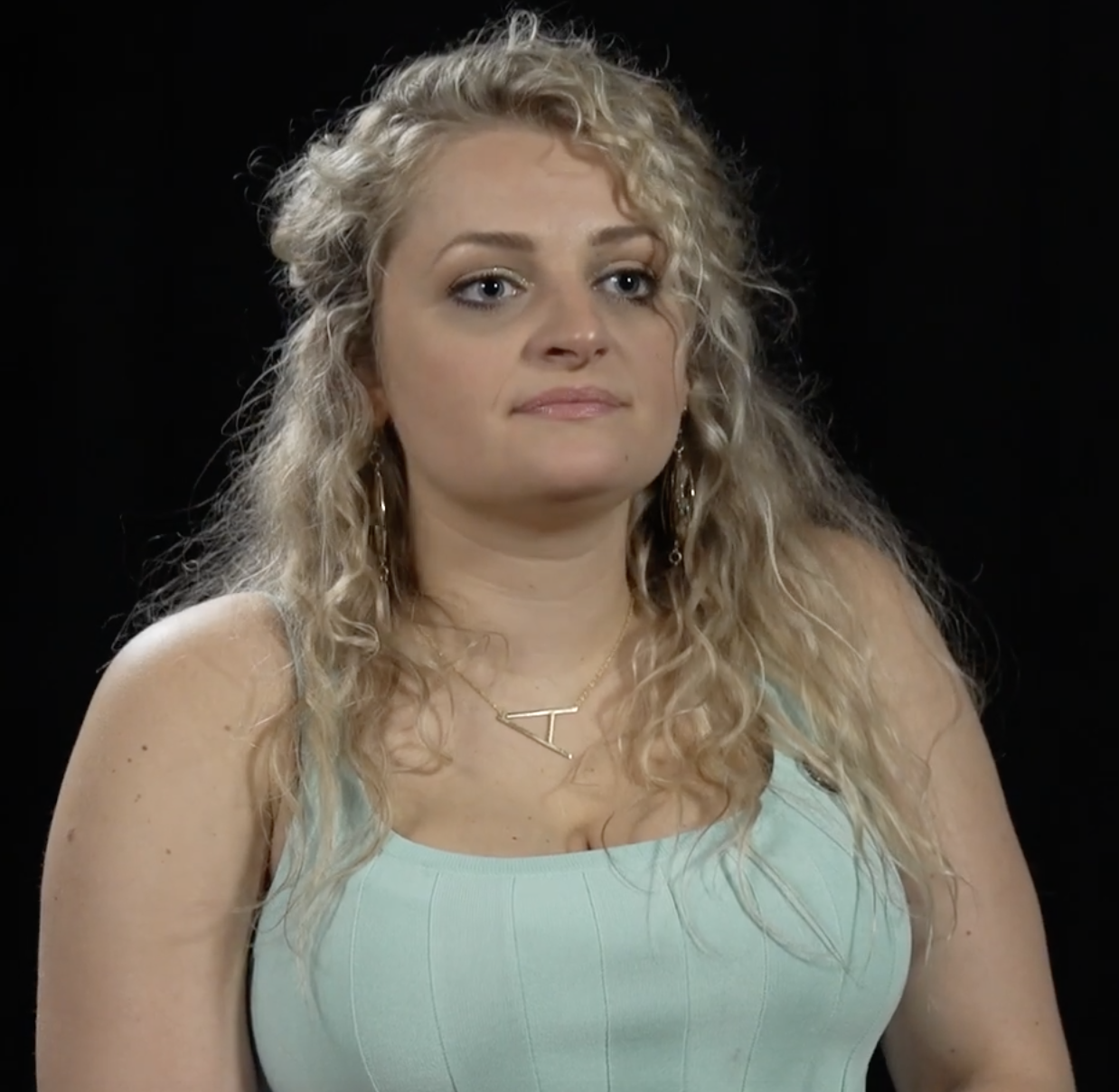
Ali Stroker, guanyadora a la millor actriu de repartiment musical per Oklahoma!.

La cerimònia dels 73ns Premis Tony es va celebrar el 9 de juny de 2019 per reconèixer els èxits de les produccions de Broadway durant la temporada 2018-19. La cerimònia es va celebrar al Radio City Music Hall de Nova York i va ser transmesa en directe per la CBS. James Corden va exercir d'amfitrió.
Hadestown va ser la producció més guanyadora de la temporada, amb vuit premis, inclòs el de millor musical. The Ferryman en va guanyar quatre, inclòs el de Millor Obra de Teatre. Musicals com Musicals The Cher Show i Tootsie, el revival d'Oklahoma! de Rodgers i Hammerstein, i la nova obra de Ink en van guanyar cadascun dos premis.
La cerimònia va rebre crítiques diverses, i molts van criticar l'actuació de Corden com a amfitrió. Als 72 premis Primetime Emmy, va ser nominat a tres premis Especial destacat per a varietats (en directe), Direcció excepcional per a un especial de varietats i Disseny d'il·luminació excepcional / Direcció d'il·luminació per a un especial de varietats.

## Elegibilitat
La data límit oficial d'elegibilitat per a les produccions de Broadway que s'obriran la temporada 2018–2019 va ser el 25 d'abril de 2019.
| Obres originals - American Son - Bernhardt/Hamlet - Choir Boy - The Ferryman - Gary: A Sequel to Titus Andronicus - Hillary and Clinton - Ink - The Lifespan of a Fact - The Nap - Network - The New One - Straight White Men - To Kill a Mockingbird - What the Constitution Means to Me | Musicals originals - Ain't Too Proud - Beetlejuice - Be More Chill - The Cher Show - Gettin' the Band Back Together - Hadestown - Head Over Heels - King Kong - Pretty Woman: The Musical - The Prom - Tootsie | Revivals d'obres - All My Sons - The Boys in the Band - Burn This - King Lear - Torch Song - True West - The Waverly Gallery | Revivals de musicals - Kiss Me, Kate - Oklahoma! |

## Esdeveniments

### Nominacions
Les nominacions als premis Tony van ser anunciades el 30 d'abril de 2019 per Bebe Neuwirth i Brandon Victor Dixon i emeses per la CBS.
Hadestown va rebre 14 nominacions, més que qualsevol altra producció de la temporada. A continuació, Ain't Too Proud, amb 12 nominacions. Les obresThe Ferryman i To Kill a Mockingbird van rebre cadascuna nou candidatures.

### Altres esdeveniments
La recepció anual de premsa Meet the Nominees va tenir lloc l'1 de maig de 2019 al Sofitel New York Hotel. El dinar anual de nominats va tenir lloc el 21 de maig de 2019 a la sala Rainbow. El 3 de juny de 2019 es va celebrar un còctel a l'hotel Sofitel New York per celebrar els premis Tony Honours for Excellence en el teatre i els premis especials de la temporada.

### Premis Arts Creatives
La cerimònia dels Premis Tony Arts Creatives es va presentar abans de la cerimònia televisiva. La cerimònia va ser organitzada per Danny Burstein, Karen Olivo i Aaron Tveit. Els guardons lliurats inclouen guardons honoraris i categories tècniques.

## La cerimònia

### Presentadors
Els presentadors de la cerimònia van incloure:
| - Tina Fey i Jake Gyllenhaal – van presentar el premi a Millor actriu de repartiment en una obra - Samira Wiley i Abigail Breslin – van presentar el premi a Millor actor de repartiment en una obra - Samuel L. Jackson i LaTanya Richardson Jackson – van presentar el premi a Millor actriu protagonista en una obra - Jane Krakowski – van presentar l'actuació de Tootsie - Darren Criss i Sienna Miller – van presentar el premi a Millor actor de repartiment en una obra - Shirley Jones i Aasif Mandvi – van presentar l'actuació de Oklahoma! - Danai Gurira i Christopher Jackson – van presentar el premi a Millor direcció de musical - Catherine O'Hara – van presentar l'actuació de Beetlejuice - Lucy Liu – presentació especial sobre la història dels Tony - Laura Benanti i Anthony Ramos – van presentar el premi a Millor actriu de repartiment de musical - Kristin Chenoweth – van presentar l'actuació de The Prom - Michael Shannon i Marisa Tomei – van presentar el premi a Millor revival d'obra - BeBe Winans – van presentar l'actuació de Choir Boy | - Rachel Brosnahan i Jesse Tyler Ferguson – van presentar el premi a Millor direcció d'obra - Billy Porter – van presentar el premi a l'Excel·lència en l'educació teatral - David Byrne i Vanessa Carlton – van presentar el premi a Millor banda sonora - Kelli O'Hara – van presentar l'actuació de Kiss Me, Kate - Sutton Foster i Andrew Rannells – van presentar el premi a Millor revival de musical - Karen Olivo, Aaron Tveit, i Danny Burstein – presentarem els guanyadors de les Arts Creatives - Regina King i Laura Linney – van presentar el premi a Millor actor protagonista en una obra - Judith Light – van presentar el premi a Millor obra - Brian Stokes Mitchell – presentà el tribut In Memoriam tribute - Ben Platt – van presentar el premi a Millor actor protagonista de musical - Audra McDonald – van presentar el premi a Millor actriu protagonista de musical - Sara Bareilles i Josh Groban – van presentar el premi a Millor musical |

### Actuacions
Els espectacles i intèrprets següents van actuar a la transmissió de la cerimònia:
| - "We Do It Live" – James Corden - "Ain't Too Proud to Beg" / "Just My Imagination (Running Away with Me)" / "I Can't Get Next to You" – Ain't Too Proud - "Unstoppable" – Tootsie - "I Cain't Say No" / "Oklahoma" – Oklahoma! - "Day-O (The Banana Boat Song)" / "The Whole Being Dead Thing" – Beetlejuice - "Tonight Belongs to You" / "It's Time to Dance" – The Prom | - "James in the Bathroom" – James Corden, Sara Bareilles, i Josh Groban, cameo de Neil Patrick Harris - "Rockin' Jerusalem" – Choir Boy - "Road to Hell" / "Wait For Me" – Hadestown - "Too Darn Hot" – Kiss Me, Kate - "Believe" – The Cher Show - "Can You Feel the Love Tonight" – Cynthia Erivo |

Els dramaturgs de les obres nominades parlaven de la seva obra. Com va assenyalar The Hollywood Reporter, "Presentar els nominats a l'obra ha estat sempre el desafiament més gran de la transmissió, i que els mateixos escriptors pugin a l'escenari per debatre sobre la gènesi i els temes de la seva obra se sentia especialment apropiat en una temporada tan poc habitual per a les noves obres de teatre. va ajudar a que fossin tan entretinguts." Entre els dramaturgs hi havia James Graham (Ink), Jez Butterworth (The Ferryman), Tarell Alvin McCraney (Choir Boy), Taylor Mac (Gary: A Sequel to Titus Andronicus) i Heidi Schreck (What the Constitution Means to Me).

### Broadway Karaoke
Durant les pauses de publicitat durant l'emissió, Corden va iniciar el Broadway Karaoke, on els artistes de Broadway entre el públic feien karaoke d'una cançó d'espectacle sense pre-planificació ni assaig. Equipat amb un cançoner, un micròfon i un pianista per acompanyar, Corden escollia diverses estrelles per cantar durant les aturades. Tot i que les actuacions no es van emetre, els membres del públic i el propi equip de rodatge de Corden van gravar alguns vídeos publicats online. Corden, el programa del qual té una part similar, Carpool Karaoke, que va donar lloc a la televisió a Carpool Karaoke: The Series, va revelar l'esquema del seu programa la nit següent dels Tonys.
El primer dels tres karaokes va ser Ben Platt de Dear Evan Hansen, que va cantar “Tomorrow” d'Annie. Durant la següent pausa de karaoke es va fer una interpretació de " 96.000 " de In the Heights per part d'Anthony Ramos de la propera pel·lícula que interpreta Usnavi, que va fer duet amb Christopher Jackson, qui va originar el paper de Benny. La tercera actuació va ser un "showstopper" compartit per Corden al seu programa la nit següent, teixint vídeos en línia, així com del seu propi equip. Cap al final de l'espectacle Billy Porter, va obtenir atenció dels mitjans pel seu vestit vermell i rosa fet del teló Kinky Boots, per oferir el que Corden va dir va ser una interpretació increïble de “Everything's Coming up Roses“ de Gypsy, que va rebre una ovació amb tot el públic dempeus.

### In Memoriam
L'actor de Broadway Cynthia Erivo interpretà "Can You Feel the Love Tonight" de The Lion King, mentre que imatges de les personalitats del teatre que havien mort l'any anterior apareixien en l'ordre següent:
- Marin Mazzie
- Carol Channing
- Alan Wasser
- Philip Bosco
- William Craver
- Merle Debuskey
- Georgia Engel
- Ralph Koltai
- Alvin Epstein
- Maria Irene Fornes
- Kaye Ballard
- Jerry Frankel
- William Goldman
- Barbara Harris
- Robert Kamlot
- Terry Allen Kramer
- Gary Beach
- Jo Sullivan Loesser
- Gillian Lynne
- Eric LaJuan Summers
- Galt MacDermot
- Joe Masteroff
- Vivian Matalon
- Harvey Sabinson
- Mark Medoff
- Shirley Prendergast
- Roger Hirson
- Carol Hall
- Donald Moffat
- Liliane Montevecchi
- Brian Murray
- Winston Ntshona
- Roger Robinson
- Ntozake Shange
- Carole Shelley
- Craig Zadan
- Glen Roven
- Charlotte Rae
- Albert Finney
- Neil Simon

## Premis no competitius
Els premis Tony especials no competitius es va lliurar a Rosemary Harris, Terrence McNally i Harold Wheeler per la seva trajectòria al teatre.
El premi Isabelle Stevenson es va atorgar a Judith Light per la seva tasca per acabar amb el VIH / SIDA i el seu suport als drets dels LGBTQ + i als drets humans.
El guardonat amb el Premi a l'Excel·lència en Educació Teatral va ser per a l'escola secundària Madeleine Michel Monticello de Charlottesville, Virgínia.
El guanyador del premi Tony al Teatre regional va ser TheatreWorks (Silicon Valley), Palo Alto, Califòrnia
El Honors dels Tony per l'Excel·lència al Teatre va ser atorgat a Broadway Inspirational Voices; Peter Entin, vicepresident retirat d'Operacions Teatrals de l'Organització Shubert; Joseph Blakely Forbes, fundador i president de Scenic Art Studios, Inc .; i FDNY Engine 54, escala 4, batalló 9 (bombers, Nova York).
Es van lliurar els premis Tony especials al desaparegut Marin Mazzie, al director musical Jason Michael Webb, i a Sonny Tilders i Creature Technology Company, creadors del goril·la de King Kong, entre d'altres.

## Guanyadors i nominats
| Millor obra ‡ | Millor musical ‡ |
| --- | --- |
| - The Ferryman – Jez Butterworth - Choir Boy – Tarell Alvin McCraney - Gary: A Sequel to Titus Andronicus – Taylor Mac - Ink – James Graham - What the Constitution Means to Me – Heidi Schreck                                                                    | - Hadestown - Ain't Too Proud - Beetlejuice - The Prom - Tootsie |
| Millor revival d'obra ‡ | Millor revival de musical ‡ |
| - The Boys in the Band - All My Sons - Burn This - Torch Song - The Waverly Gallery | - Oklahoma! - Kiss Me, Kate |
| Millor actor protagonista en una obra | Millor actriu protagonista en una obra |
| - Bryan Cranston – Network com Howard Beale - Paddy Considine – The Ferryman com Quinn Carney - Jeff Daniels – To Kill a Mockingbird com Atticus Finch - Adam Driver – Burn This com Pale - Jeremy Pope – Choir Boy com Pharus Jonathan Young                      | - Elaine May – The Waverly Gallery com Gladys Green - Annette Bening – All My Sons com Kate Keller - Laura Donnelly – The Ferryman com Caitlin Carney - Janet McTeer – Bernhardt/Hamlet com Sarah Bernhardt - Laurie Metcalf – Hillary and Clinton com Hillary - Heidi Schreck – What the Constitution Means to Me com Heidi Schreck |
| Millor actor protagonista de musical | Millor actriu protagonista de musical |
| - Santino Fontana – Tootsie com Michael Dorsey / Dorothy Michaels - Brooks Ashmanskas – The Prom com Barry Glickman - Derrick Baskin – Ain't Too Proud com Otis Williams - Alex Brightman – Beetlejuice com Betelgeuse - Damon Daunno – Oklahoma! com Curly McLain | - Stephanie J. Block – The Cher Show com Star - Caitlin Kinnunen – The Prom com Emma Nolan - Beth Leavel – The Prom com Dee Dee Allen - Eva Noblezada – Hadestown com Eurídice - Kelli O'Hara – Kiss Me, Kate com Lilli Vanessi / Katharine                                                                                          |
| Millor actor de repartiment en una obra | Millor actriu de repartiment en una obra |
| - Bertie Carvel – Ink com Rupert Murdoch - Robin de Jesús – The Boys in the Band com Emory - Gideon Glick – To Kill a Mockingbird com Dill Harris - Brandon Uranowitz – Burn This com Larry - Benjamin Walker – All My Sons com Chris Keller                       | - Celia Keenan-Bolger – To Kill a Mockingbird com Scout Finch - Fionnula Flanagan – The Ferryman com Aunt Maggie Far Away - Kristine Nielsen – Gary: A Sequel to Titus Andronicus com Janice - Julie White – Gary: A Sequel to Titus Andronicus com Carol - Ruth Wilson – King Lear com Cordelia / Fool                              |
| Millor actor de repartiment de musical | Millor actriu de repartiment de musical |
| - André De Shields – Hadestown com Hermes - Andy Grotelueschen – Tootsie com Jeff Slater - Patrick Page – Hadestown com Hades - Jeremy Pope – Ain't Too Proud com Eddie Kendricks - Ephraim Sykes – Ain't Too Proud com David Ruffin                               | - Ali Stroker – Oklahoma! com Ado Annie Carnes - Lilli Cooper – Tootsie com Julie Nichols - Amber Gray – Hadestown com Persèfone - Sarah Stiles – Tootsie com Sandy Lester - Mary Testa – Oklahoma! com Aunt Eller |
| Millor direcció d'obra | Millor direcció de musical |
| - Sam Mendes – The Ferryman - Rupert Goold – Ink - Bartlett Sher – To Kill a Mockingbird - Ivo van Hove – Network - George C. Wolfe – Gary: A Sequel to Titus Andronicus                                                                                           | - Rachel Chavkin – Hadestown - Scott Ellis – Tootsie - Daniel Fish – Oklahoma! - Des McAnuff – Ain't Too Proud - Casey Nicholaw – The Prom |
| Millor llibret | Millor banda Sonora (música i/o lletres) escrita per al teatre |
| - Robert Horn – Tootsie - Dominique Morisseau – Ain't Too Proud - Scott Brown & Anthony King – Beetlejuice - Anaïs Mitchell – Hadestown - Chad Beguelin & Bob Martin – The Prom                                                                                    | - Anaïs Mitchell – Hadestown - Joe Iconis – Be More Chill - Eddie Perfect – Beetlejuice - Chad Beguelin & Matthew Sklar – The Prom - Adam Guettel – To Kill a Mockingbird - David Yazbek – Tootsie |
| Millor escenografia | Millor escenografia a un musical |
| - Rob Howell – The Ferryman - Miriam Buether – To Kill a Mockingbird - Bunny Christie – Ink - Santo Loquasto – Gary: A Sequel to Titus Andronicus - Jan Versweyveld – Network                                                                                      | - Rachel Hauck – Hadestown - Robert Brill i Peter Nigrini – Ain't Too Proud - Peter England – King Kong - Laura Jellinek – Oklahoma! - David Korins – Beetlejuice |
| Millor vestuari | Millor vestuari a un musical |
| - Rob Howell – The Ferryman - Toni-Leslie James – Bernhardt/Hamlet - Clint Ramos – Torch Song - Ann Roth – To Kill a Mockingbird - Ann Roth – Gary: A Sequel to Titus Andronicus                                                                                   | - Bob Mackie – The Cher Show - Michael Krass – Hadestown - William Ivey Long – Tootsie - William Ivey Long – Beetlejuice - Paul Tazewell – Ain't Too Proud |
| Millor il·luminació | Millor il·luminació a un musical |
| - Neil Austin – Ink - Jules Fisher i Peggy Eisenhauer – Gary: A Sequel to Titus Andronicus - Peter Mumford – The Ferryman - Jennifer Tipton – To Kill a Mockingbird - Jan Versweyveld i Tal Yarden – Network                                                       | - Bradley King – Hadestown - Kevin Adams – The Cher Show - Howell Binkley – Ain't Too Proud - Peter Mumford – King Kong - Kenneth Posner i Peter Nigrini – Beetlejuice |
| Millor so | Millor so a un musical |
| - Fitz Patton – Choir Boy - Adam Cork – Ink - Scott Lehrer – To Kill a Mockingbird - Nick Powell – The Ferryman - Eric Seichim – Network | - Nevin Steinberg i Jessica Paz – Hadestown - Peter Hylenski – King Kong - Peter Hylenski – Beetlejuice - Steve Canyon Kennedy – Ain't Too Proud - Drew Levy – Oklahoma! |
| Millor coreografia | Millors orquestracions |
| - Sergio Trujillo – Ain't Too Proud - Camille A. Brown – Choir Boy - Warren Carlyle – Kiss Me, Kate - Denis Jones – Tootsie - David Neumann – Hadestown | - Michael Chorney i Todd Sickafoose – Hadestown - Simon Hale – Tootsie - Larry Hochman – Kiss Me, Kate - Daniel Kluger – Oklahoma! - Harold Wheeler – Ain't Too Proud |

‡ El premi es va presentar al productor del musical o obra 

### Nominacions i premis per producció
| Production                         | Nominacions | Premis |
| ---------------------------------- | ----------- | ------ |
| Hadestown                          | 14          | 8      |
| Ain't Too Proud                    | 12          | 1      |
| Tootsie                            | 11          | 2      |
| The Ferryman                       | 9           | 4      |
| To Kill a Mockingbird              | 9           | 1      |
| Oklahoma!                          | 8           | 2      |
| Beetlejuice                        | 8           | 0      |
| Gary: A Sequel to Titus Andronicus | 7           | 0      |
| The Prom                           | 7           | 0      |
| Ink                                | 6           | 2      |
| Network                            | 5           | 1      |
| Choir Boy                          | 4           | 1      |
| Kiss Me, Kate                      | 4           | 0      |
| The Cher Show                      | 3           | 2      |
| All My Sons                        | 3           | 0      |
| Burn This                          | 3           | 0      |
| King Kong                          | 3           | 0      |
| The Boys in the Band               | 2           | 1      |
| The Waverly Gallery                | 2           | 1      |
| Bernhardt/Hamlet                   | 2           | 0      |
| Torch Song                         | 2           | 0      |
| What the Constitution Means to Me  | 2           | 0      |
| Be More Chill                      | 1           | 0      |
| Hillary and Clinton                | 1           | 0      |
| King Lear                          | 1           | 0      |

### Persones amb múltiples nominacions i premis
| Nom               | Nominacions | Premis |
| ----------------- | ----------- | ------ |
| Rob Howell        | 2           | 2      |
| Anaïs Mitchell    | 2           | 1      |
| Chad Beguelin     | 2           | 0      |
| Peter Hylenski    | 2           | 0      |
| William Ivey Long | 2           | 0      |
| Peter Mumford     | 2           | 0      |
| Peter Nigrini     | 2           | 0      |
| Jeremy Pope       | 2           | 0      |
| Ann Roth          | 2           | 0      |
| Heidi Schreck     | 2           | 0      |
| Jan Versweyveld   | 2           | 0      |

## Rebuda
L'espectacle va rebre una rebuda mixta de moltes publicacions dels mitjans. A Metacritic, la cerimònia té una puntuació mitjana ponderada de 46 sobre 100, basada en 6 6 ressenyes, que indiquen "ressenyes mixtes o mitjanes". El columnista de The Hollywood Reporter, David Rooney, va remarcar: "L'amfitrió va començar fort i va tenir un intermèdia musical agut a mitjan espectacle, però en altres llocs va oferir fragments de comèdia tensos que se sentien familiars, segurs i temàticament genèrics" El crític de teatre Mike Hale va comentar a The New York Times: "Però després de la seva destresa verbal va animar un número d'obertura amuntegada i anodina que va fer poc per mostrar els musicals de la temporada, el material li va fallar contínuament, tant si es tractava d'una mordassa de participació del públic torturada com per posar la cara d'un perdedor per les càmeres o un gag torturat de participació del públic sobre la generació de vedelles a l'estil rap entre les estrelles de Broadway ". Daniel D'Addario de Variety va escriure: "La qualitat del showmanship - el simple sentit de tenir alegria en una producció amb una bona difusió - semblava dolorosament absent d'una transmissió que té poques altres raons per existir. Molta, molta gent que mira els Tonys mai no ha vist i mai veurà un espectacle nominat a Manhattan; per a aquest públic, una producció produïda molt abans de les càmeres és el punt de la cerimònia molt més que la llista de guanyadors"
A més, Caroline Siede de The A.V. Club va donar a l'espectacle un B-, que va ampliar en la seva crítica: "Tot plegat, va ser un any satisfactori, si no del tot estimulant per als Tonys. Recordaré els guanyadors i recordaré algunes de les actuacions musicals, però dubto que recordi el número inicial de James Corden de la manera que encara ho faig amb “Bigger” de Neil Patrick Harris o l'homenatge als perdedors de Sara Bareilles i Josh Groban de l'any passat." El crític del New York Post, Michael Riedelva escriure: "Pel que fa a Corden, aquesta no va ser la seva millor hora. El número inicial, escrit especialment per a la transmissió per televisió, era un error, i semblava una mica cansat durant tota la nit. Hi havia un guió on hi havia actors de Broadway que se separaven entre ells, i només puc esperar que no en tingués l'aprovació. El crític teatral Charles McNulty, del Los Angeles Times, va remarcar: "James Corden va esquitxar-se de trucs agradables sobre la gent a qui molesta els telèfons dels membres del públic durant els espectacles, el cost de les entrades de Broadway i la baixada dels sous de la indústria i les qualificacions de la transmissió de CBS tendeixen a ser."

### La paròdia deBe More Chill
Dels deu musicals nominats, Be More Chill was va ser l'únic que no va tenir cap actuació ni segment a la transmissió. L'amfitrió Corden, amb Josh Groban i Sara Bareilles, va interpretar una paròdia de "Michael al bany", una cançó de l'espectacle. Joe Iconis, el compositor del programa i únic nominat a Tony, va elogiar la paròdia per haver exposat l'espectacle a gran escala, però la cerimònia de lliurament del premi va ser criticada pels fanàtics per no acreditar el material d'origen material. Riedel del New York Post assenyalar la cap de la Broadway League Charlotte St. Martin va parlar de la importància de portar els joves al teatre, mentre que la cerimònia ignorava gairebé per complet un espectacle sobre adolescents el públic objectiu dels quals era majoritàriament adolescents. L'endemà de la cerimònia, tant Corden com Groban van acreditar l'espectacle. Sant Martí va dir: "Estem fent tot el possible per corregir [la situació] ]." La publicació del número de CBS a Facebook va ser posteriorment revisada per acreditar Iconis i Be More Chill com a font de la paròdia.

## Audiència
La cerimònia va tenir una mitjana de 4,3 puntuacions / 8 de Nielsen, i va ser vista per 5,4 milions d'espectadors. Les qualificacions van ser una disminució del 10% respecte a la cerimònia anterior de 6,3 milions, convertint-se en les més baixes de tota la història.